# La Peyratte
La Peyratte est une commune du Centre-Ouest de la France située dans le département des Deux-Sèvres en région Nouvelle-Aquitaine.

## Géographie
Implantée dans l'est du département des Deux-Sèvres, la commune de La Peyratte est arrosée par le Thouet ainsi que par deux de ses affluents, le Gerson au sud-ouest qui forme la limite avec la commune de Parthenay, et le ruisseau de Pont Buret.
Le bourg de La Peyratte, traversé par la route départementale 165, se situe en distances orthodromiques, neuf kilomètres au sud-sud-est de Parthenay et onze kilomètres au sud-ouest de Thénezay.
La commune est également desservie par la route nationale 149 au sud.

### Localisation et communes limitrophes
La Peyratte est limitrophe de neuf autres communes.
| Viennay                         | Gourgé      | Lhoumois, Oroux          |
| Châtillon-sur-Thouet, Parthenay | La Peyratte | La Ferrière-en-Parthenay |
| La Chapelle-Bertrand            |             | Saurais                  |

### Climat
Pour des articles plus généraux, voir Climat de la Nouvelle-Aquitaine et Climat des Deux-Sèvres.
Historiquement, la commune est exposée à un climat océanique du nord-ouest.  
En 2020, Météo-France publie une typologie des climats de la France métropolitaine dans laquelle la commune est exposée à un climat océanique et est dans la région climatique  Poitou-Charentes, caractérisée par un bon ensoleillement, particulièrement en été et des vents modérés.
Pour la période 1971-2000, la température annuelle moyenne est de 11,7 °C, avec une amplitude thermique annuelle de 14,6 °C. Le cumul annuel moyen de précipitations est de 810 mm, avec 12,3 jours de précipitations en janvier et 7 jours en juillet. Pour la période 1991-2020, la température moyenne annuelle observée sur la station météorologique la plus proche, située sur la commune de Parthenay à 8 km à vol d'oiseau, est de 12,3 °C et le cumul annuel moyen de précipitations est de 830,6 mm,. Pour l'avenir, les paramètres climatiques de la commune estimés pour 2050 selon différents scénarios d’émission de gaz à effet de serre sont consultables sur un site dédié publié par Météo-France en novembre 2022.

## Urbanisme

### Typologie
Au 1er janvier 2024, La Peyratte est catégorisée commune rurale à habitat dispersé, selon la nouvelle grille communale de densité à sept niveaux définie par l'Insee en 2022.
Elle est située hors unité urbaine. Par ailleurs la commune fait partie de l'aire d'attraction de Parthenay, dont elle est une commune de la couronne,. Cette aire, qui regroupe 26 communes, est catégorisée dans les aires de moins de 50 000 habitants,.

### Occupation des sols
L'occupation des sols de la commune, telle qu'elle ressort de la base de données européenne d’occupation biophysique des sols Corine Land Cover (CLC), est marquée par l'importance des territoires agricoles (93,1 % en 2018), en diminution par rapport à 1990 (94,8 %). La répartition détaillée en 2018 est la suivante : 
zones agricoles hétérogènes (41,6 %), prairies (28,8 %), terres arables (22,8 %), forêts (3,2 %), mines, décharges et chantiers (1,8 %), zones urbanisées (1,2 %), eaux continentales (0,7 %). L'évolution de l’occupation des sols de la commune et de ses infrastructures peut être observée sur les différentes représentations cartographiques du territoire : la carte de Cassini (XVIIIe siècle), la carte d'état-major (1820-1866) et les cartes ou photos aériennes de l'IGN pour la période actuelle (1950 à aujourd'hui).

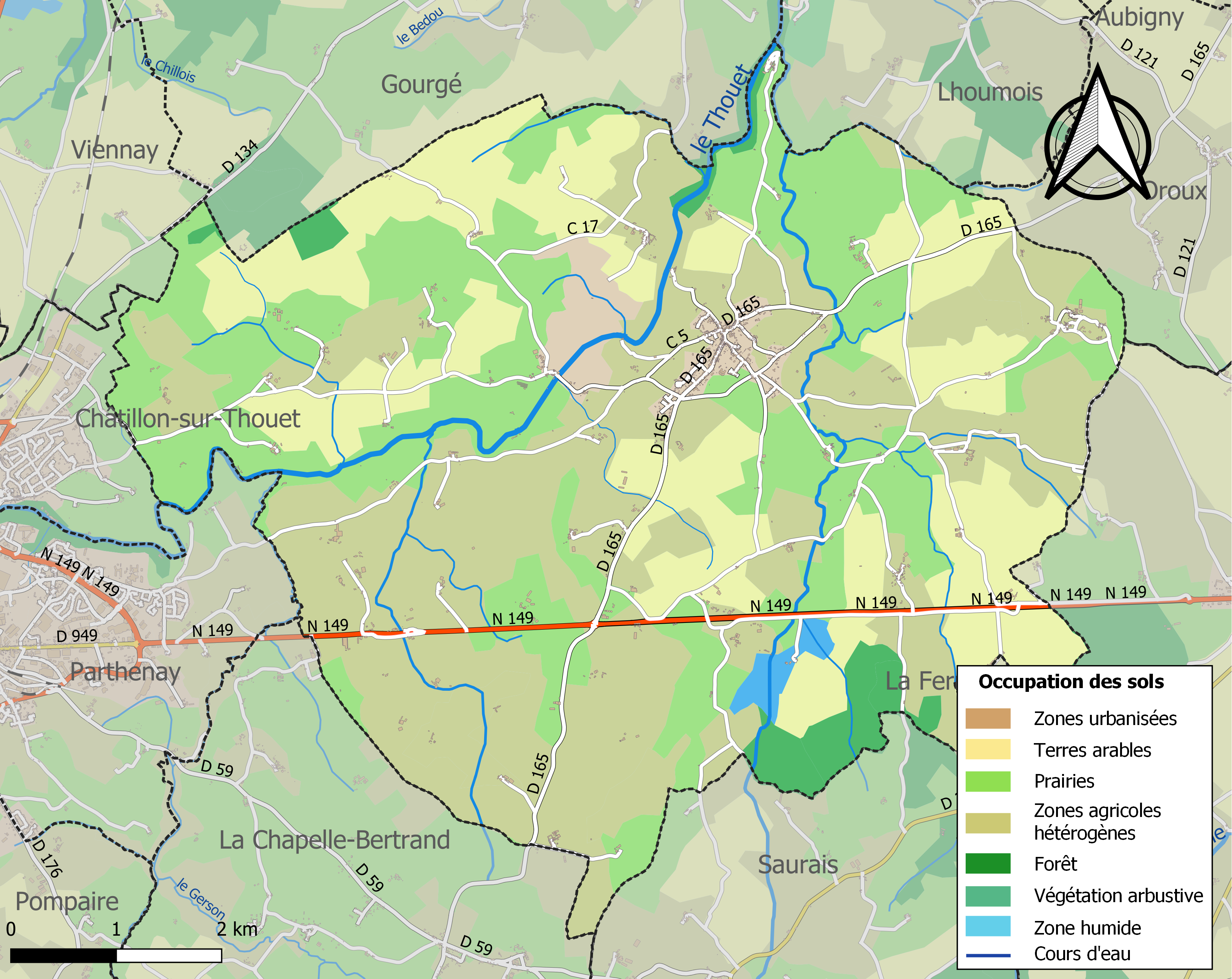
Carte des infrastructures et de l'occupation des sols de la commune en 2018 (CLC).

### Risques majeurs
Le territoire de la commune de La Peyratte est vulnérable à différents aléas naturels : météorologiques (tempête, orage, neige, grand froid, canicule ou sécheresse), inondations, mouvements de terrains et séisme (sismicité modérée). Il est également exposé à un risque technologique, le transport de matières dangereuses, et à un risque particulier : le risque de radon. Un site publié par le BRGM permet d'évaluer simplement et rapidement les risques d'un bien localisé soit par son adresse soit par le numéro de sa parcelle.

#### Risques naturels
Certaines parties du territoire communal sont susceptibles d’être affectées par le risque d’inondation par débordement de cours d'eau, notamment le Thouet et le Pont Buret. La commune a été reconnue en état de catastrophe naturelle au titre des dommages causés par les inondations et coulées de boue survenues en 1982, 1983, 1992, 1995, 1999, 2010 et 2018,. Le risque inondation est pris en compte dans l'aménagement du territoire de la commune par le biais du plan de prévention des risques inondation (PPRI) de la « Vallée du Thouet », approuvé le 13 novembre 2008, dont le périmètre regroupe 22 communes.

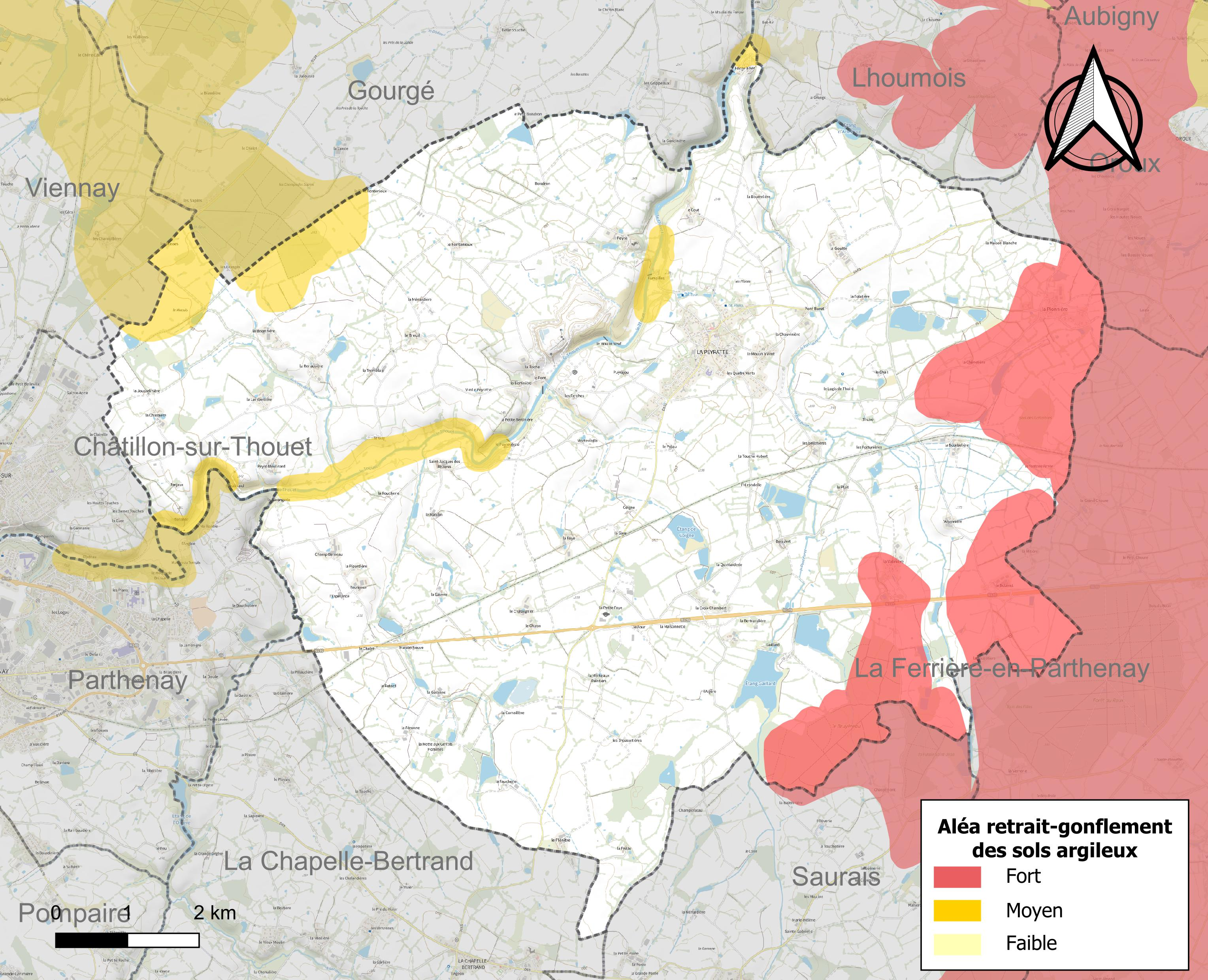
Carte des zones d'aléa retrait-gonflement des sols argileux de La Peyratte.

Les mouvements de terrains susceptibles de se produire sur la commune sont des tassements différentiels. Le retrait-gonflement des sols argileux est susceptible d'engendrer des dommages importants aux bâtiments en cas d’alternance de périodes de sécheresse et de pluie. 15,7 % de la superficie communale est en aléa moyen ou fort (54,9 % au niveau départemental et 48,5 % au niveau national). Depuis le 1er octobre 2020, en application de la loi ELAN, différentes contraintes s'imposent aux vendeurs, maîtres d'ouvrages ou constructeurs de biens situés dans une zone classée en aléa moyen ou fort,.
La commune a été reconnue en état de catastrophe naturelle au titre des dommages causés par la sécheresse en 1989, 2011 et 2017 et par des mouvements de terrain en 1999 et 2010.

#### Risque particulier
Dans plusieurs parties du territoire national, le radon, accumulé dans certains logements ou autres locaux, peut constituer une source significative d’exposition de la population aux rayonnements ionisants. Selon la classification de 2018, la commune de La Peyratte est classée en zone 3, à savoir zone à potentiel radon significatif.

## Histoire
Sur la carte de Cassini représentant la France entre 1756 et 1789, le village est identifié sous le nom de la Peiratte.

## Administration
| Période    | Période  | Identité             | Étiquette | Qualité      |
| ---------- | -------- | -------------------- | --------- | ------------ |
|            |          | Pierre René Aimé Bry |           | propriétaire |
| avant 1988 | 2001     | Michel Pannoux       |           |              |
| 2001       | 2014     | Claude Beauchamp     |           |              |
| 2014       | En cours | Jean-Claude Guérin   |           |              |

## Démographie
L'évolution du nombre d'habitants est connue à travers les recensements de la population effectués dans la commune depuis 1793. Pour les communes de moins de 10 000 habitants, une enquête de recensement portant sur toute la population est réalisée tous les cinq ans, les populations de référence des années intermédiaires étant quant à elles estimées par interpolation ou extrapolation. Pour la commune, le premier recensement exhaustif entrant dans le cadre du nouveau dispositif a été réalisé en 2005.

En 2022, la commune comptait 1 113 habitants, en évolution de −4,87 % par rapport à 2016 (Deux-Sèvres : +0,18 %, France hors Mayotte : +2,11 %).
| 1793 | 1800 | 1806 | 1821 | 1831 | 1836  | 1841  | 1846  | 1851  |
| ---- | ---- | ---- | ---- | ---- | ----- | ----- | ----- | ----- |
| 851  | 881  | 672  | 777  | 900  | 1 257 | 1 257 | 1 350 | 1 322 |

| 1856  | 1861  | 1866  | 1872  | 1876  | 1881  | 1886  | 1891  | 1896  |
| ----- | ----- | ----- | ----- | ----- | ----- | ----- | ----- | ----- |
| 1 410 | 1 488 | 1 490 | 1 520 | 1 168 | 1 240 | 1 321 | 1 367 | 1 380 |

| 1901  | 1906  | 1911  | 1921  | 1926  | 1931  | 1936  | 1946  | 1954  |
| ----- | ----- | ----- | ----- | ----- | ----- | ----- | ----- | ----- |
| 1 361 | 1 370 | 1 327 | 1 229 | 1 234 | 1 246 | 1 224 | 1 153 | 1 194 |

| 1962  | 1968  | 1975 | 1982  | 1990  | 1999  | 2005  | 2006  | 2010  |
| ----- | ----- | ---- | ----- | ----- | ----- | ----- | ----- | ----- |
| 1 153 | 1 083 | 974  | 1 103 | 1 076 | 1 080 | 1 163 | 1 165 | 1 145 |

| 2015  | 2020  | 2022  | - | - | - | - | - | - |
| ----- | ----- | ----- | - | - | - | - | - | - |
| 1 163 | 1 119 | 1 113 | - | - | - | - | - | - |

## Lieux et monuments
- Château de Payré, XVe et XVIe siècles, inscrit aux monuments historiques depuis 1986[25] et sa chapelle du XIVe siècle ;
- Croix hosannière, XIIe siècle, classée monuments historiques depuis 1890[26] ;
- Église Notre-Dame, XIIe siècle, classée depuis 1913[27].

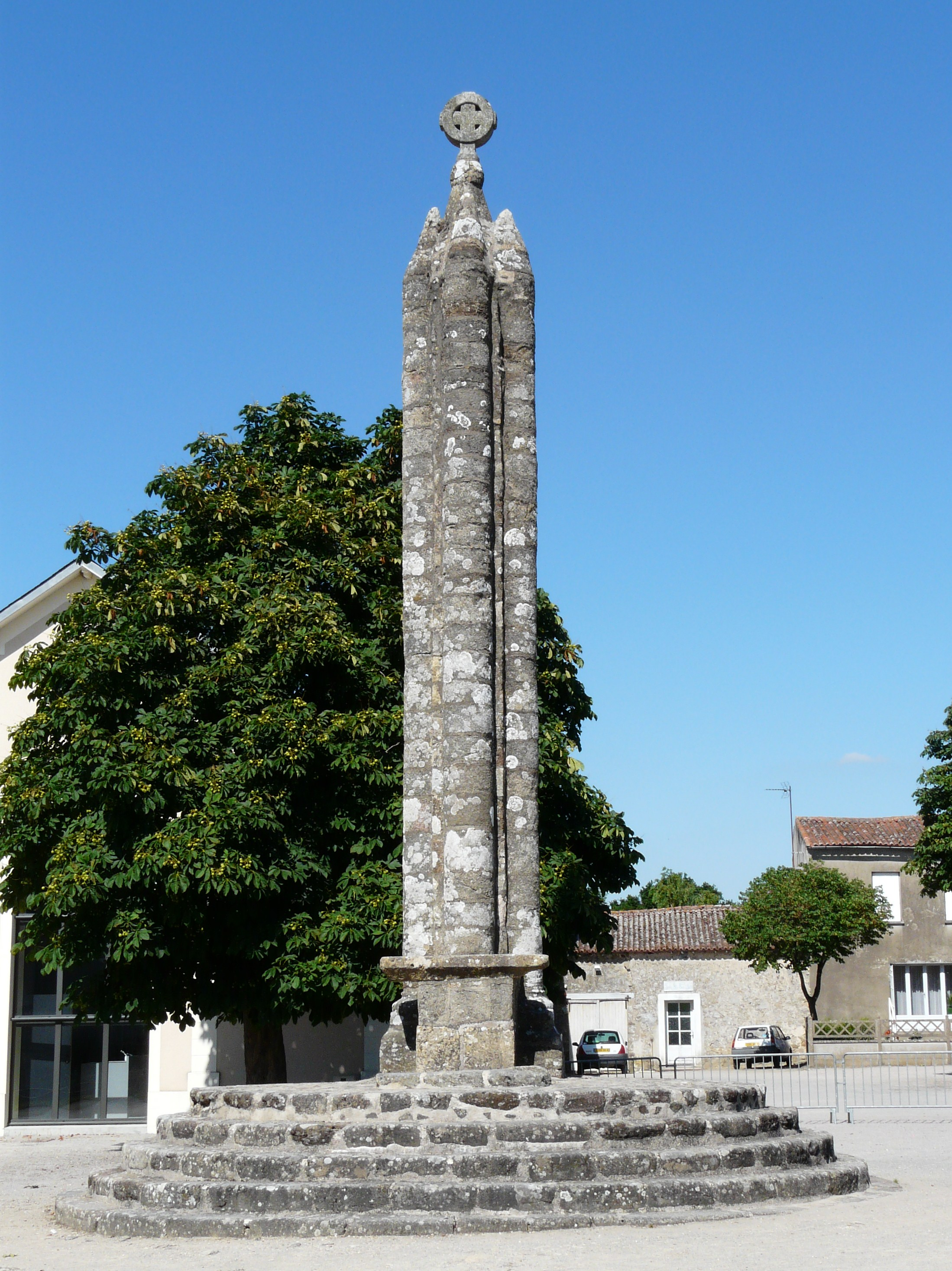
La croix hosannière.
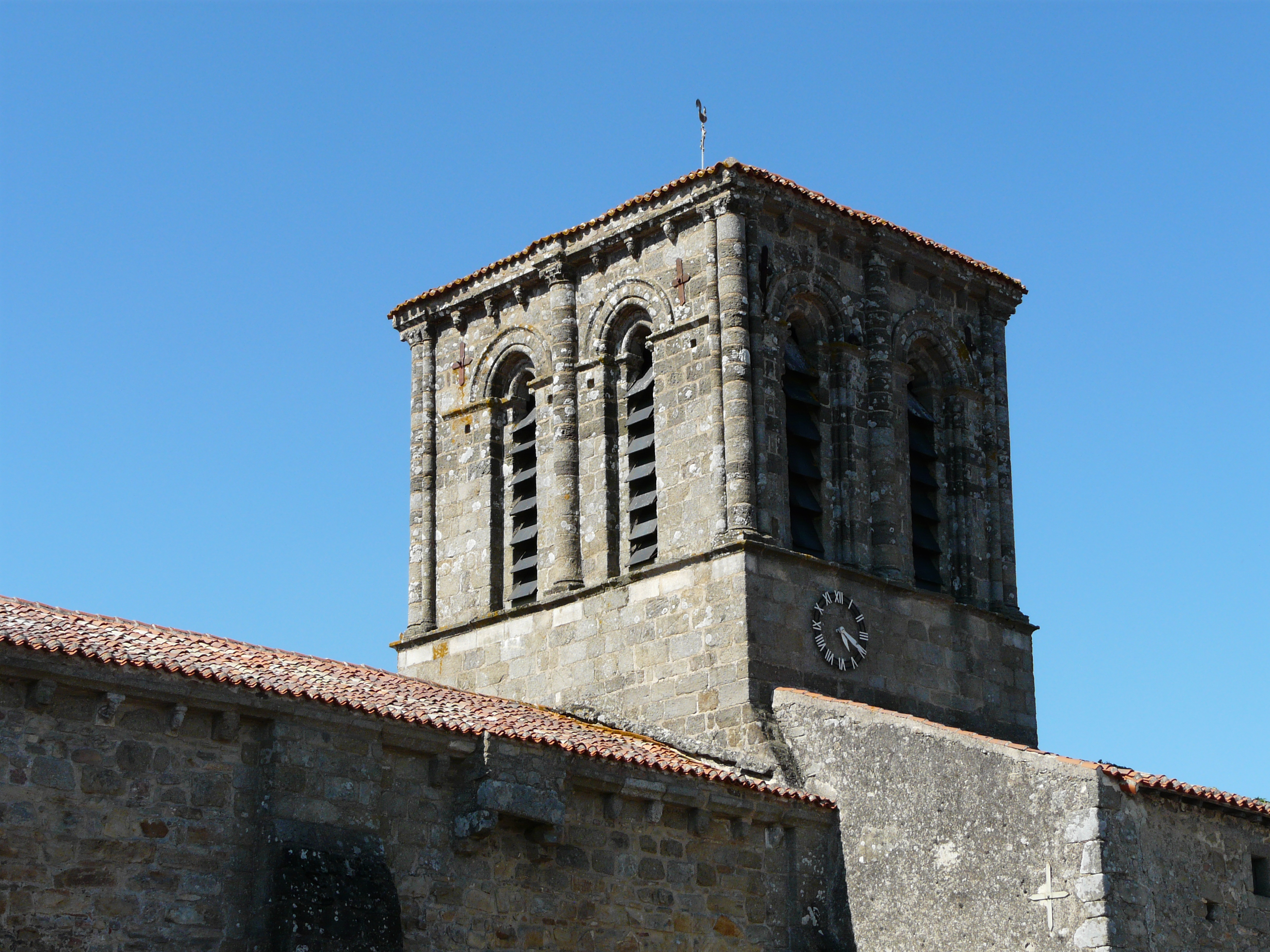
Le clocher de l'église.
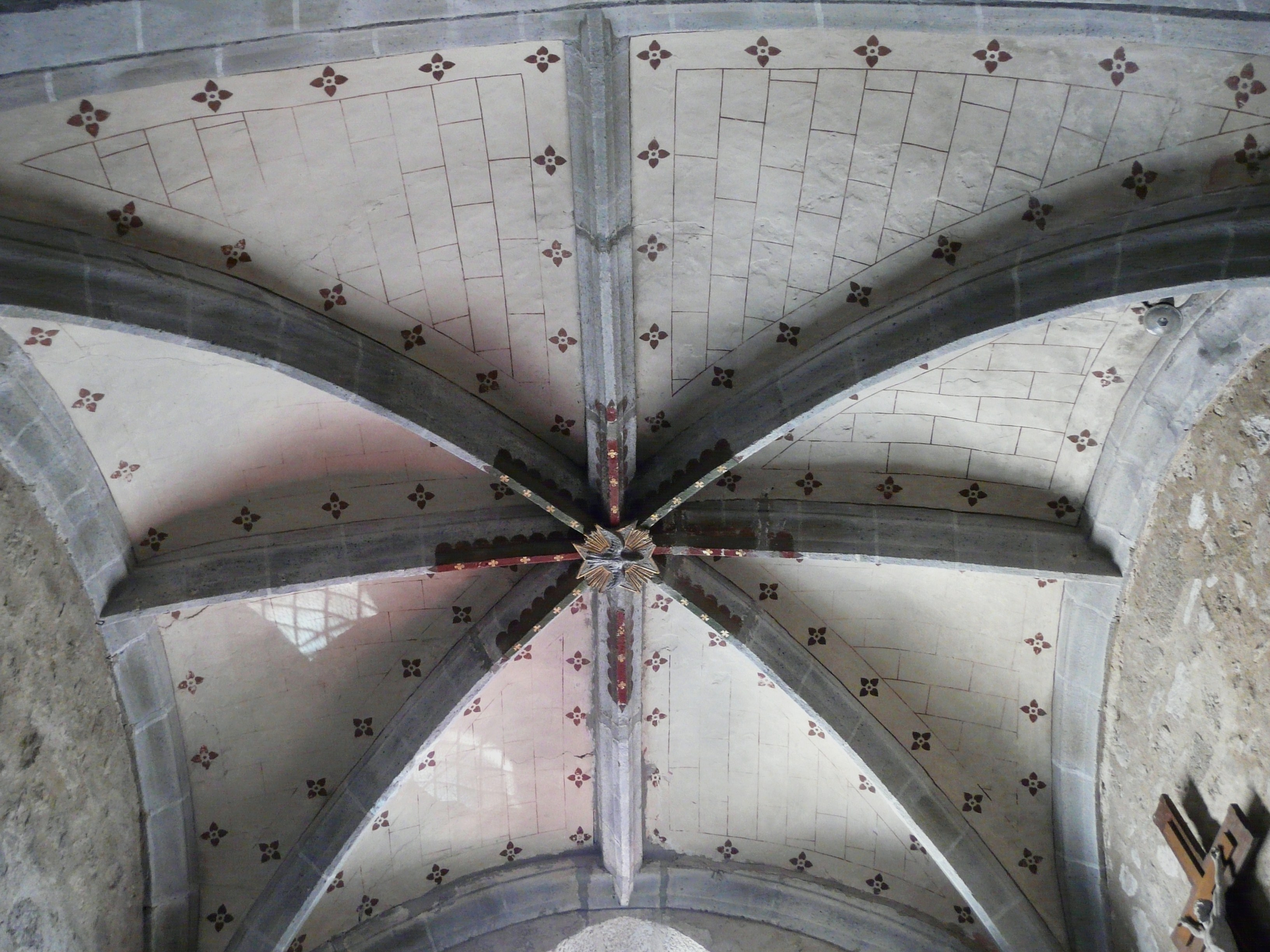
La croisée d'ogives du chœur.
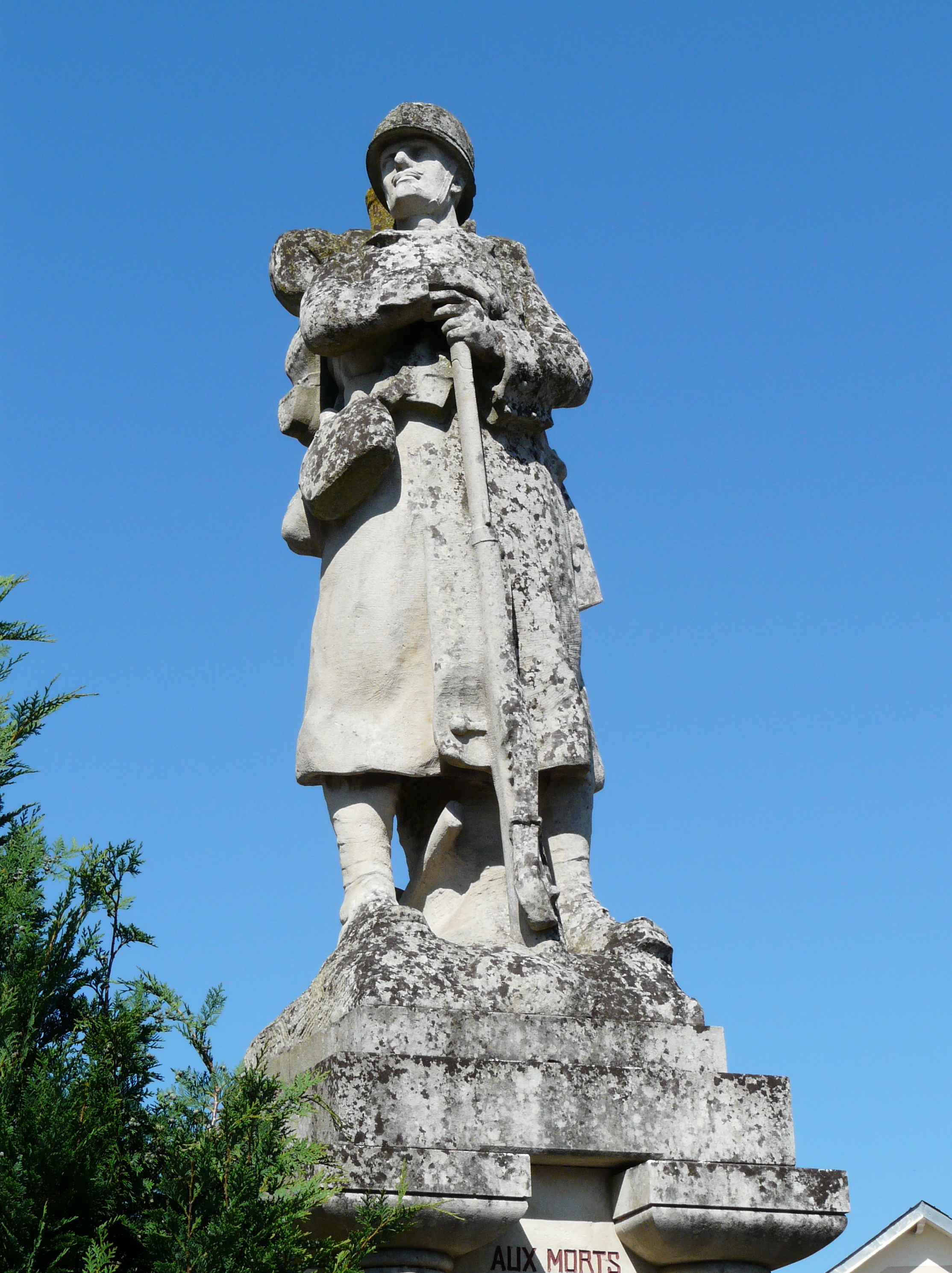
Le monument aux morts.